# Cycnoderus guatemalicus
Cycnoderus guatemalicus är en skalbaggsart som beskrevs av Giesbert och Chemsak 1993. Cycnoderus guatemalicus ingår i släktet Cycnoderus och familjen långhorningar.
Artens utbredningsområde är Guatemala. Inga underarter finns listade i Catalogue of Life.